# Mölbis
Mölbis ist ein Ortsteil der Stadt Rötha im sächsischen Landkreis Leipzig. Er wurde am 1. Januar 1999 nach Espenhain eingemeindet und kam am 1. August 2015 mit diesem zusammen nach Rötha. Wegen der ehemals katastrophalen Umweltverhältnisse durch das benachbarte Braunkohlenkombinat Espenhain erlangte Mölbis traurige Berühmtheit.

## Geographie

### Geographische Lage und Verkehr

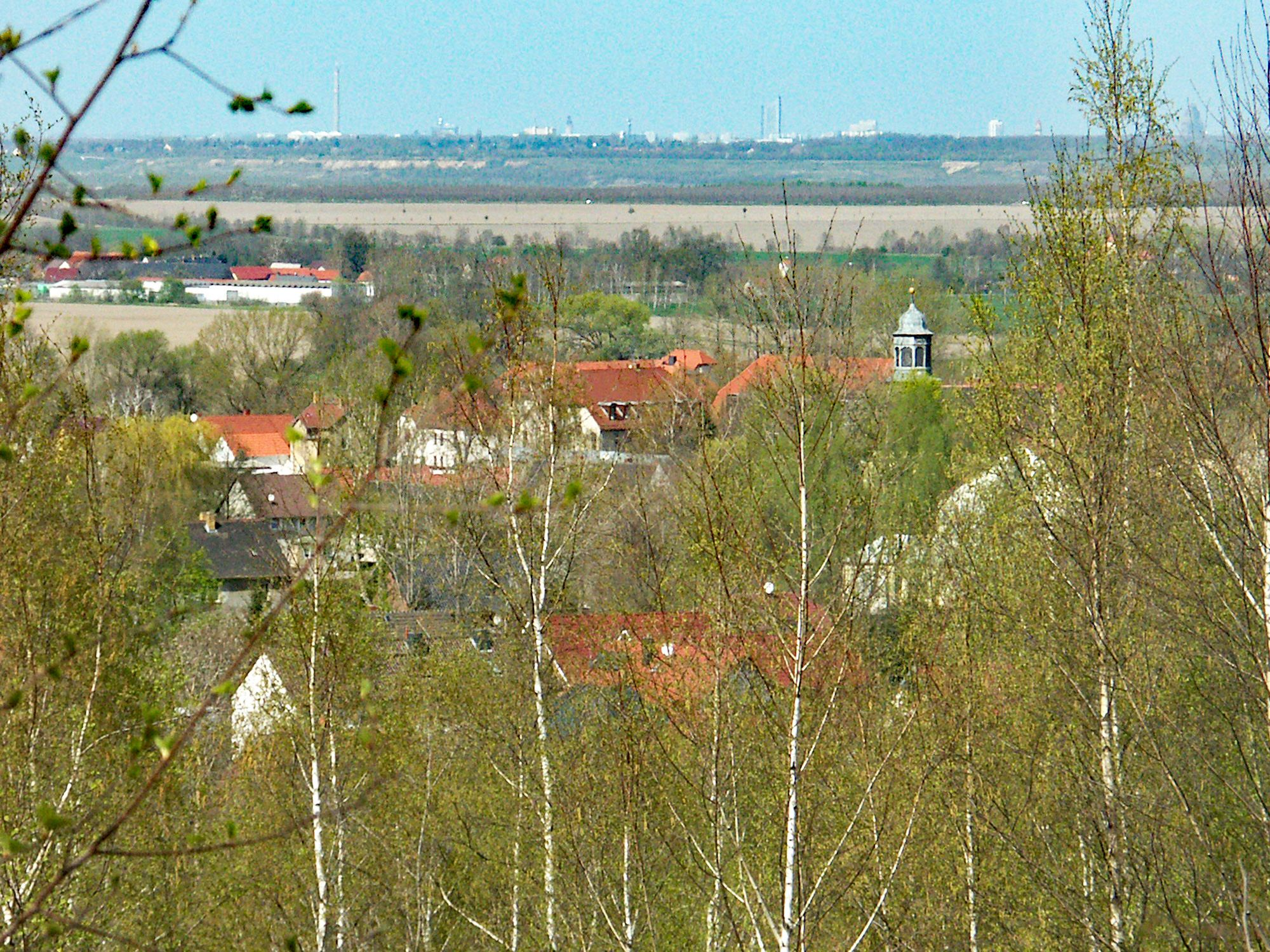
Mölbis und die Silhouette von Leipzig von der Halde Trages aus (2011)

Mölbis liegt etwa 18 Kilometer südöstlich von Leipzig am Südrand des breiten, sich in Ost-West-Richtung erstreckenden Auentals des Baches Gösel. Im Südosten des Ortes erhebt sich die beim Aufschluss des Tagebaus Espenhain entstandene und inzwischen bewaldete Halde Trages (im Volksmund Kippe), die eine Höhe von 66 Metern über der Umgebung erreicht. Das einst zu Mölbis gehörige Vorwerk Crossen südlich des Orts an der B 95 wurde mit den Anlagen des Kombinats Espenhain überbaut. Die westlich des Vorwerks gelegene Flur der Wüstung Crossen wurde 1989 durch den Tagebau Witznitz abgebaggert. Sie befindet sich heute im Hainer See.
Von Mölbis aus erreicht man in etwa drei Kilometer in Espenhain die Bundesstraße 95 und hat damit in etwa neun Kilometer Entfernung Anschluss an die Bundesautobahn 38. Ebenfalls wird in Espenhain die Bundesautobahn 72 in Richtung Chemnitz erreicht. Mit der Buslinie 276 des Mitteldeutschen Verkehrsverbundes ist Mölbis mit benachbarten Orten sowie Borna und Kitzscher verbunden.

### Nachbarorte
|                                                                | Pötzschau (Gemarkungen Großpötzschau und Dahlitzsch) | Kömmlitz  |
| Espenhain (Ort und Gelände des ehemaligen Kombinats Espenhain) | Kompassrose, die auf Nachbargemeinden zeigt          | Trages    |
|                                                                | Gestewitz                                            | Thierbach |

## Geschichte

### Das Gut Mölbis

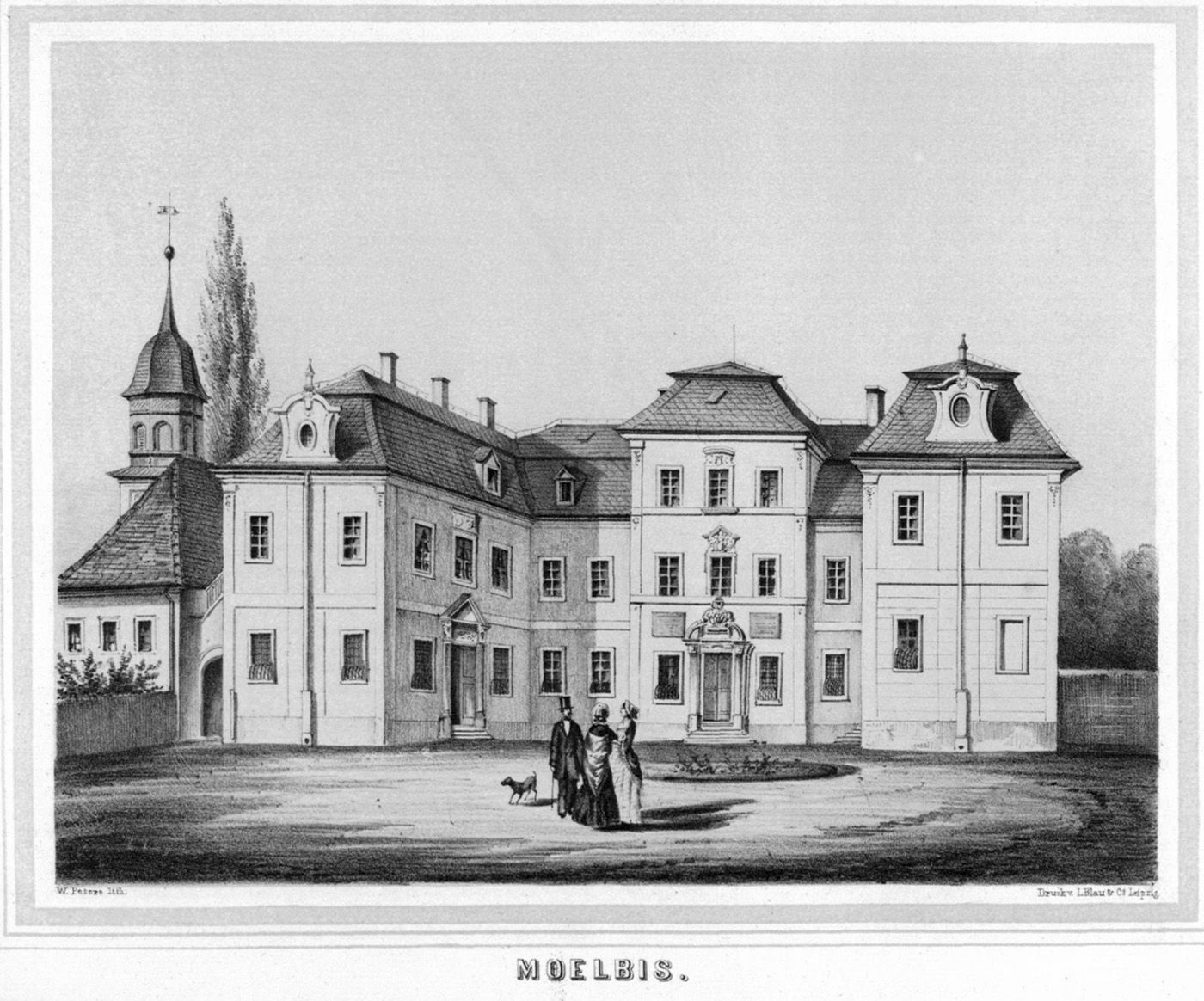
Das Mölbiser Schloss um 1840

Mölbis wird erstmals 1230 im Zusammenhang mit Hermannus de Melebuz als Herrensitz erwähnt. Dieser entwickelte sich über einen Rittersitz (1445) zu einem Rittergut (1696), zu dem auch das im 19. Jahrhundert erwähnte Vorwerk Crossen an der Straße Leipzig–Borna (heutige Bundesstraße 95) südlich des Orts gehörte. Als Besitzer des Ritterguts Mölbis wurden genannt: Brüder Hans, Melchior, Meinhart Hans und Volrat von Etzdorf (1467), Melchior von Etzdorf (um 1488), Georg von Haugwitz (1574), Innocenz von Starschedel (der Ältere 1579, der Jüngere 1650) und Wolf von Gustedt (1670).
Über Ursula von Gustedt, die Ende des 17. Jahrhunderts Christoph Dietrich Bose den Älteren heiratete, kam das Gut Mölbis in den Besitz der Familie derer von Bose. Christoph Dietrich Bose der Ältere ließ 1688 die Dorfkirche aus eigenen Mitteln von Grund auf neu errichten und stattete sie zur baulichen Erhaltung mit einem Kapital von 2.000 Gulden aus. Nach seinem Tode 1708 übernahm sein Sohn Adam Heinrich Bose das Gut, errichtete im Jahr 1717 das als Schloss bezeichnete Gutshaus völlig neu und legte einen Park an. Nach seinem Ableben 1749 besaß noch seine Frau das Gut. Die Ehe war kinderlos und so erbte Carl Heinrich Zdislav Bose das Gut. Danach besaß das Rittergut Mölbis dessen Sohn Carl Adam Heinrich von Bose ab 1782.

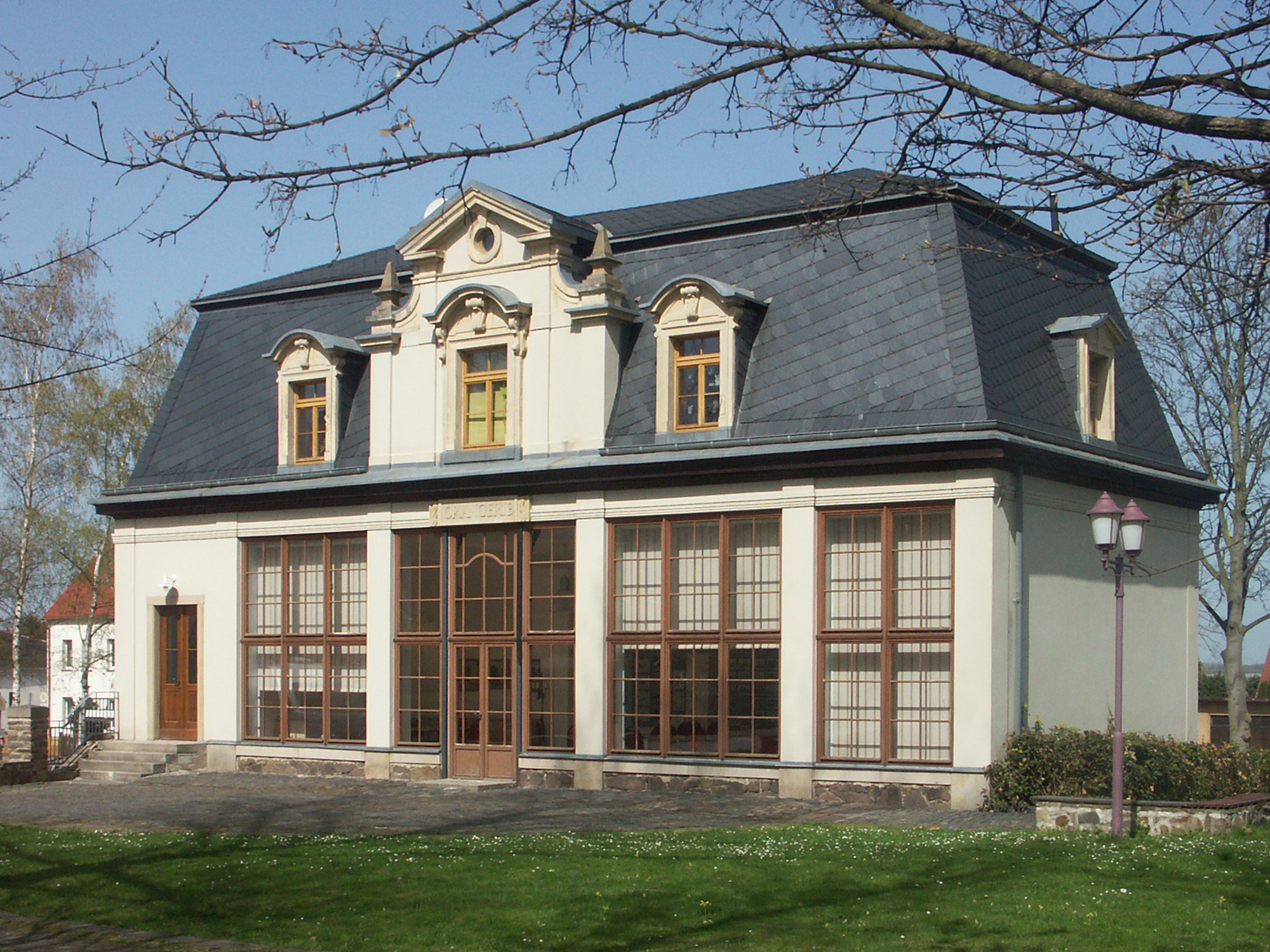
Ehemalige Orangerie des Rittergutes (2011)

Letzterer verkaufte es schon zu Lebzeiten 1789 an den Advokaten Wilhelm Conrad Lange aus Leipzig, und über einen Herrn Wilke und die Frau von Görne, geborene von Hohenthal, kam es 1798 an den sächsischen Rittmeister Christian Adolf von Hopfgarten. 1816 erwarb das Gut der preußische Leutnant a. D. Joachim Friedrich Gustav Brandt von Lindau, dessen Erben es 1855 an den Leipziger Kaufmann Georg Wilhelm Wünning verkauften. Zu dem Gut gehörten auch eine Brauerei und eine Brennerei. Vom letzten Privatbesitzer, dem Leipziger Architekten Alfred Rudolf Stentzler ging das Gut 1932 an dessen Ehefrau Flora Stentzler über, die es 1937 an die Aktiengesellschaft Sächsische Werke (ASW) verkaufen musste, da die ASW die Feldflur zur Errichtung des Braunkohleveredlungswerkes und Kraftwerkes Espenhain benötigte. Am 5. März 1945 wurden bei einem anglo-amerikanischen Bombenangriff auf das nahegelegene Werk Espenhain zahlreiche Gebäude des Ortes zerstört. Aber das Schloss und die Gebäude des Gutes wurden nicht beschädigt. Im Zuge der Bodenreform in der Sowjetischen Besatzungszone ab 1945 wurden sie enteignet und das Schloss im Jahr 1948 auf Befehl der SMAD abgerissen. Lediglich die Orangerie des Ritterguts ist erhalten geblieben. Sie wird zu Wohnzwecken sowie für Veranstaltungen und Vereine genutzt.

### Das Dorf Mölbis

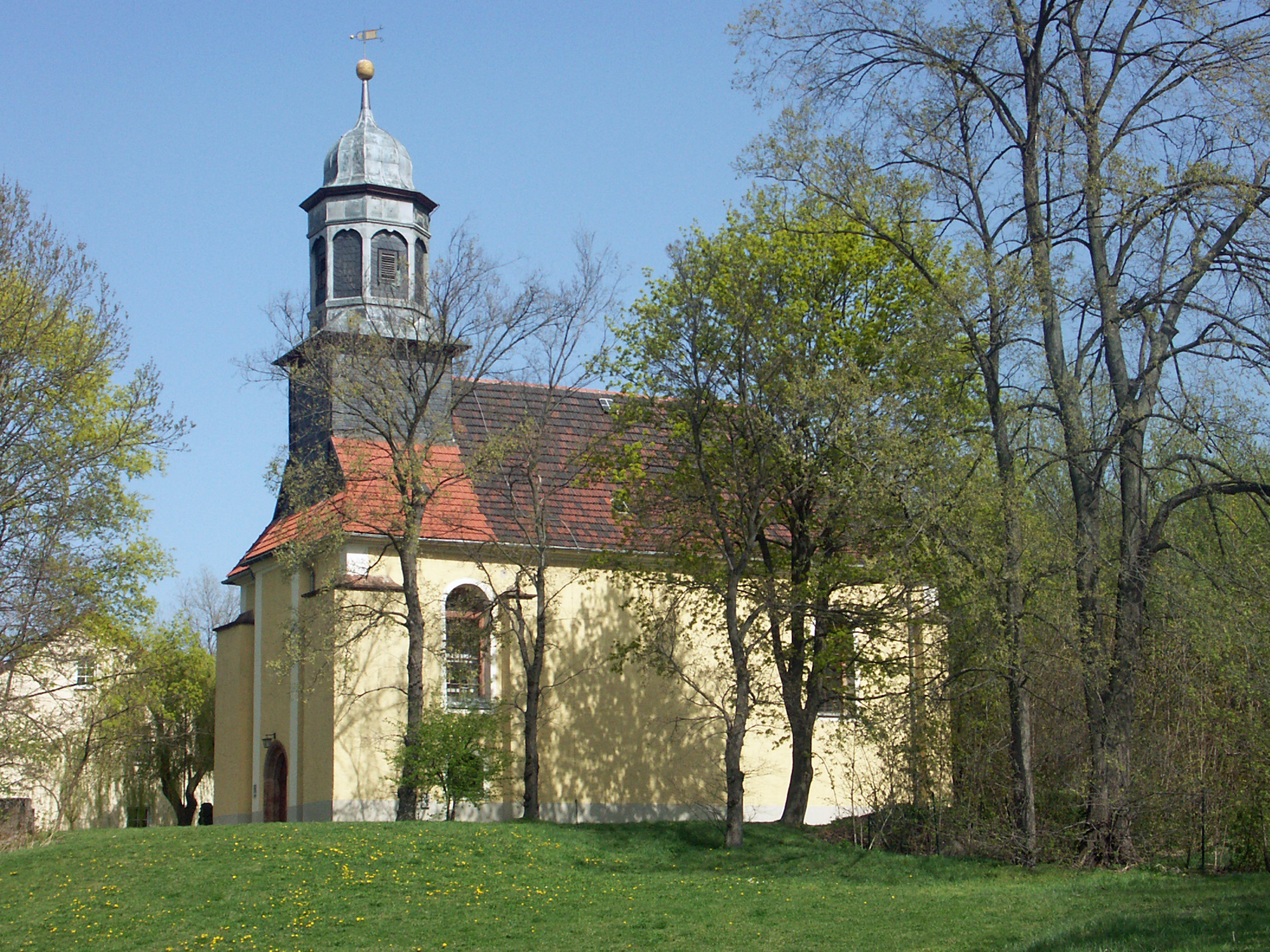
Die Kirche in Mölbis (2011)

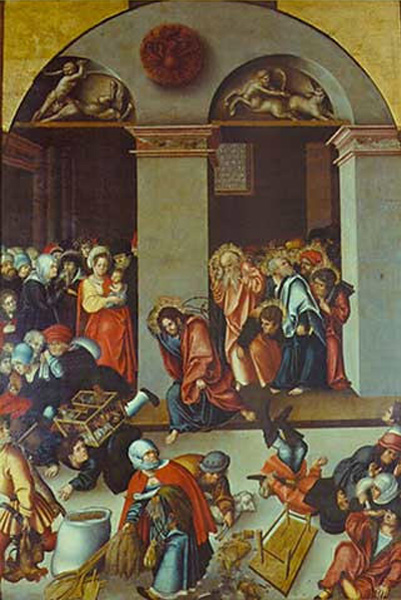
Bild von Lucas Cranach d. Ä., ehemals in der Kirche Mölbis

Über die Anfänge des Dorfes ist nichts bekannt. Es dürfte wie die meisten seiner Nachbardörfer sorbischen Ursprungs sein, worauf die Namensableitung von Milbus (= hohes Dorf) hindeutet. Nachdem Mölbis erstmals 1230 im Zusammenhang mit Hermannus de Melebuz als Herrensitz erwähnt wurde, erfolgte im Jahr 1350 die Nennung des Orts als Melboz/Melbuz. Bezüglich der Grundherrschaft gehörte Mölbis um 1548 zum Rittergut Markkleeberg und ab 1696 zum örtlichen Rittergut Mölbis. Die Kirche des Orts war bereits um 1500 Pfarrkirche. Das Gassengruppendorf Mölbis hatte bereits Mitte des 16. Jahrhunderts über 30 Bauernhöfe, zu denen später Handwerker wie Bierbrauer, Tischler, Hufschmied, Fleischerknecht, Windmüller, Schlosser, zwei Böttcher, Branntweinhändler, zwei Schneider, Krämer, Musiker und Nachtwächter kamen (nach einer Aufstellung von 1747). Ende des 19. Jahrhunderts gab es in Mölbis drei Gasthöfe. Im Dreißigjährigen Kriege hatte das Dorf im Winter 1637 ein schwedisches Reiterregiment mit 1200 Pferden für fast sieben Wochen „zu Gast“, wobei es nahezu völlig verwüstet wurde. Am Pfingstmontag des gleichen Jahres raubte das Kaiserlich Landgräflich Hessische Regiment das Dorf aus. Auch mehrere große Brände (1764, 1774) führten zu Rückschlägen. Bei der Völkerschlacht bei Leipzig wurde Mölbis zwar mit starker Einquartierung belastet, kam aber ohne Zerstörungen davon.
Durch die Sächsische Landgemeindeordnung von 1838 wurde auch Mölbis eine selbstverwaltete Gemeinde mit einem 1839 gewählten Gemeinderat und unabhängig vom Rittergutsbesitzer. Der Ort lag bis 1856 im kursächsischen bzw. königlich-sächsischen Amt Borna. Schließlich wurde 1856 auch dessen Gerichtsbarkeit dem Gerichtsamt Rötha übertragen. Ab 1875 gehörten Mölbis und das Vorwerk Crossen zur Amtshauptmannschaft Borna.
In den 1930er Jahren wandelte sich der Ort durch die benachbarte Braunkohlenindustrie zur ländlichen Industriegemeinde. Große Teile der Feldflur gingen durch die Halde Trages verloren, die wegen des Aufschlusses des Tagebaus Espenhain gleich hinter dem Dorf aufgeschüttet wurde. Das südlich von Mölbis gelegene Vorwerk Crossen musste Ende der 1930er Jahre der Errichtung des Werksgeländes des späteren Kombinates Espenhain weichen. Teile seiner Flur wurden 1988/89 durch das Abbaufeld 3 des Tagebaus Witznitz II überbaggert. Dieses schwenkte zwischen 1982 und 1987 um den Hilfsdrehpunkt Crossen.

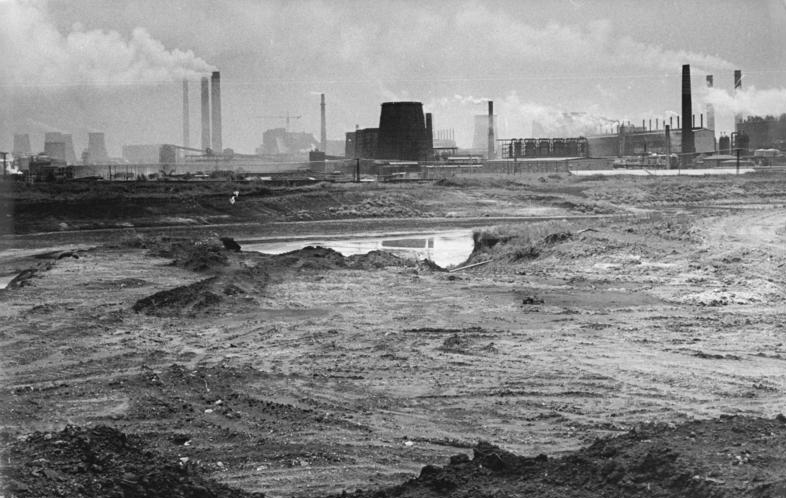
Die Quelle der Umweltschäden in Mölbis: Kombinat Espenhain (1990)

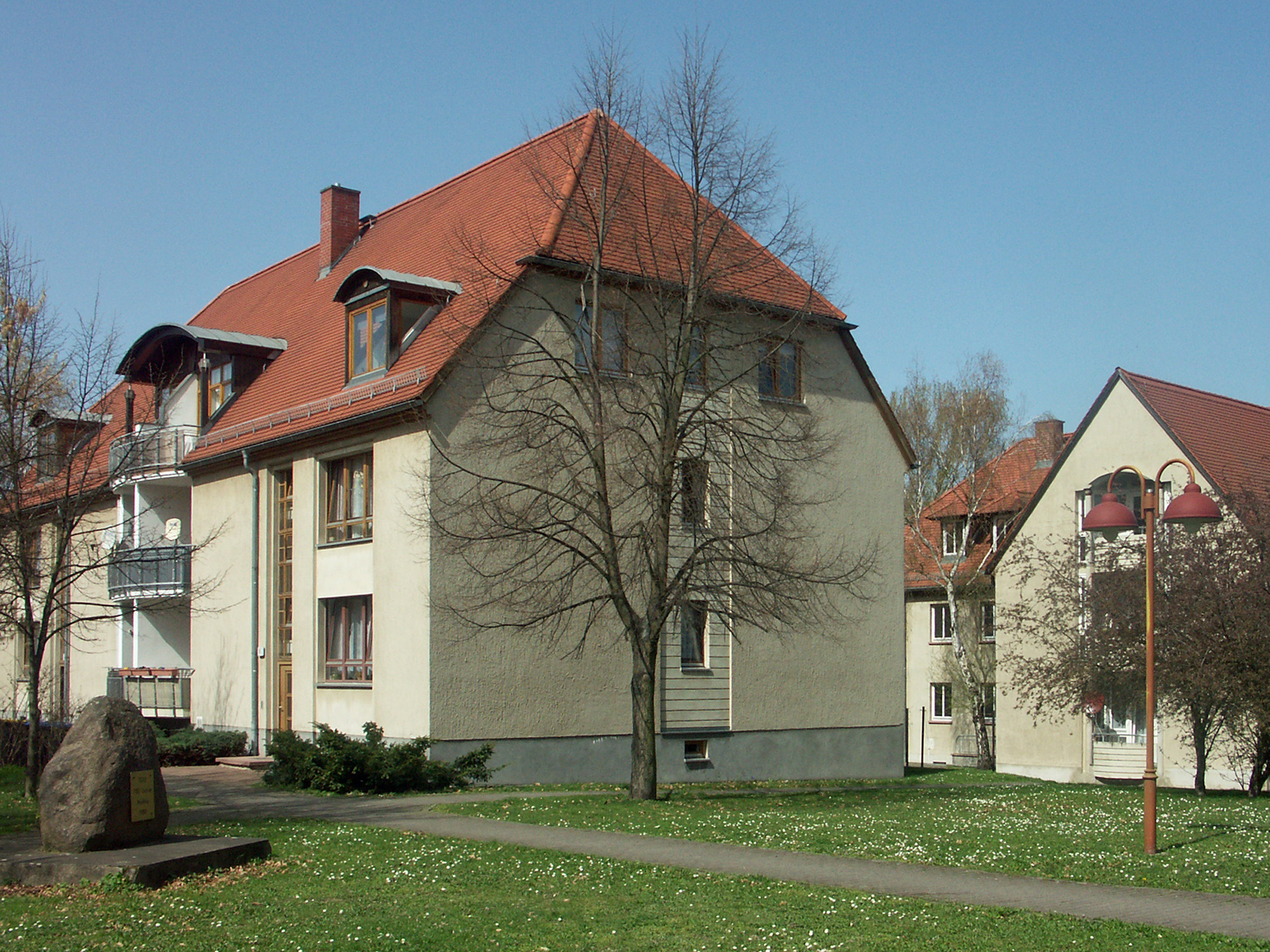
Neue Wohnbauten in Mölbis (2011)

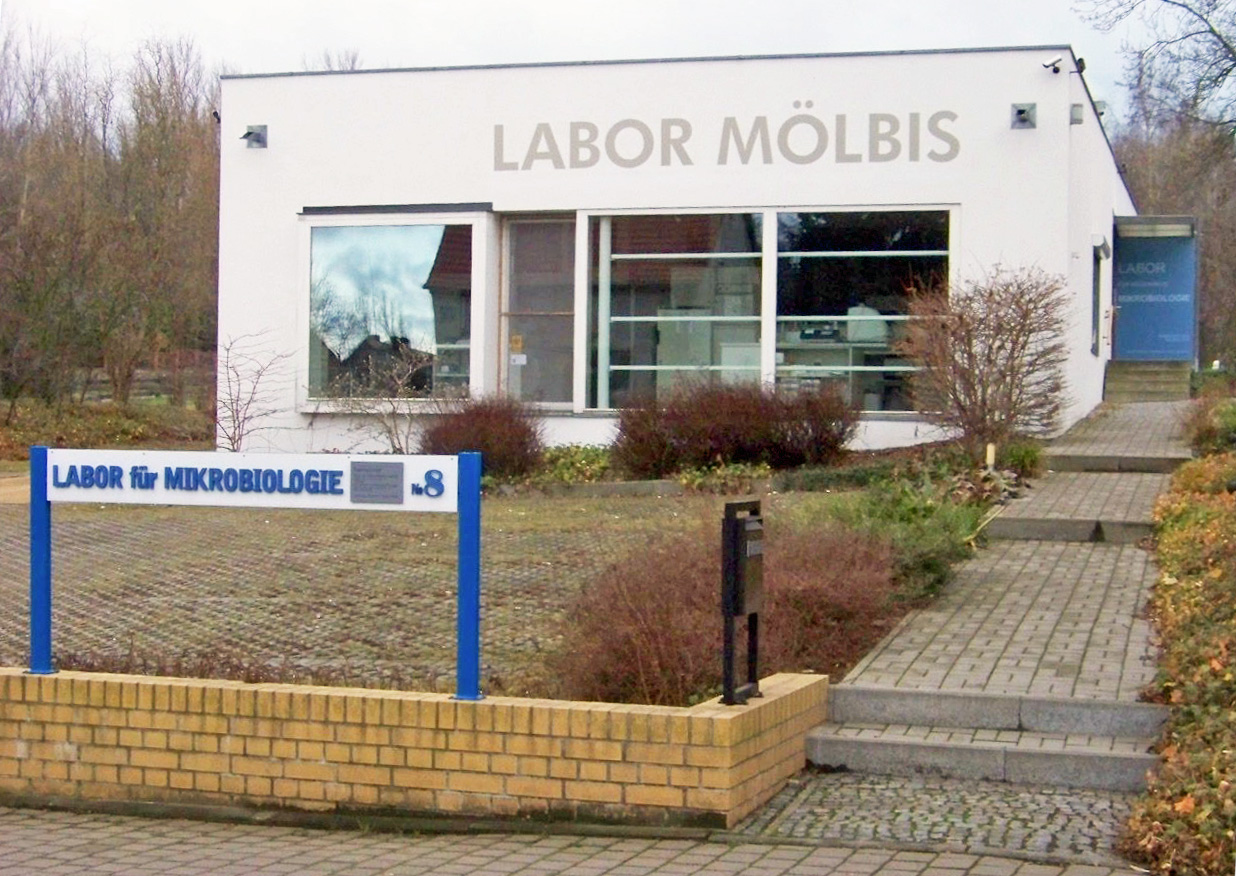
Labor für medizinische Mikrobiologie (2011)

Durch die zweite Kreisreform in der DDR im Jahr 1952 wurde die Gemeinde Mölbis dem Kreis Borna im Bezirk Leipzig angegliedert. Als besonders schädlich für Mölbis erwies sich der Umstand, dass es bei dem häufig vorherrschenden Südwestwind in der Abgasfahne des weniger als einen Kilometer entfernten Braunkohleverarbeitungswerkes Espenhain lag. Es war den Schwelgasen, dem Rauch und dem Ruß des Werkes über Jahrzehnte ausgeliefert. Die zur Zeit ihrer Errichtung modern gewesenen Schwelanlagen verkamen während der vierzigjährigen Nutzung in der DDR zur größten Umweltbelastung. Zunächst wurden sie in Erwartung der Ablösung durch Erdöl auf Verschleiß gefahren, und nach der Erdölkrise intensiver ohne Rücksicht auf Umweltschäden betrieben. Gesundheitliche Schäden, besonders bei Kindern, waren ebenso die Folge wie der Verschleiß der Bausubstanz. Es kam vor, dass die Bäume bereits im Sommer ihre Blätter abwarfen. Viele Einwohner verließen den Ort. Mölbis wurde vielfach als das „dreckigste Dorf Europas“ bezeichnet. Proteste in Form von Eingaben oder sogenannten Umweltgottesdiensten seit 1983, bei denen sich das Christliche Umweltseminar Rötha besonders engagierte, bewirkten wenig. Nach Aussagen des ehemaligen Ortspfarrers Karlheinz Dallmann führte die ‚Undercover-Aktion‘ „1 Mark für Espenhain“ zu einer Summe von 40.000 gesammelten DDR-Mark, wobei die Öffentlichkeitswirkung effektiver war.
Mölbis kam im Jahr 1990 zum sächsischen Landkreis Borna, der 1994 im Landkreis Leipziger Land bzw. 2008 im Landkreis Leipzig aufging. Nach der friedlichen Revolution wurde die Kohleverarbeitung in Espenhain schnell stillgelegt. Über Mölbis wurden Studien zur Schadstoffbelastung des Bodens angefertigt, die die weitere Bewohnbarkeit des Ortes bestätigten. In den Medien wurde Mölbis das Vorzeigeobjekt für die vernachlässigte Umweltpolitik der DDR. Höhepunkt dieser Kampagne war der Besuch des britischen Thronfolgers Prinz Charles am 19. Dezember 1991 in Mölbis. Das große öffentliche Interesse hatte zur Folge, dass eine umfangreiche Förderung einsetzte. Die Infrastruktur des Dorfes wurde saniert, die Kirche, die ehemalige Orangerie und die Dorfgaststätte renoviert, sowie der Bau von Wohnungen in Angriff genommen. Die verbliebenen Hausbesitzer wurden in der Sanierung der Bausubstanz unterstützt und der Eigenheimbau wurde gefördert. Heute sieht man dem Ort seine schwere Vergangenheit nicht mehr an.
1992 wurde im Ort das Labor für medizinische Mikrobiologie Mölbis gegründet, das als Serviceleistung die mikrobiologische Diagnostik aller relevanten Krankheitserreger anbietet und insbesondere auf medizinische Mykologie spezialisiert ist. 2002 bezog es ein neues Laborgebäude.
Mölbis wurde am 1. Januar 1999 nach Espenhain eingemeindet, mit dem der Ort am 1. August 2015 zur Stadt Rötha kam.

### Einwohnerentwicklung
| 0Jahr      | 1551    | 1764    | 1834 | 1871 | 1890 | 1910 | 1925 | 1939 | 1946 | 1950 | 1964 | 1990 | 1999 | 2000 | 2005 | 2010 |
| 0Einwohner | 35 Höfe | 31 Höfe | 426  | 627  | 728  | 681  | 750  | 883  | 1030 | 953  | 666  | 355  | 581  | 624  | 594  | 562  |

Die Einwohnerzahl von Mölbis nahm seit dem 17. Jahrhundert eine stabile Entwicklung und stieg nach dem Zweiten Weltkrieg durch den Zuzug von Flüchtlingen und Vertriebenen stark an. Wegen der Umweltproblematik fiel die Zahl danach auf etwa ein Drittel. Nach der Beseitigung der Umweltprobleme stabilisierte sich der Wert etwas unter Vorkriegsniveau, allerdings mit anderer Struktur. Während früher der überwiegende Teil der Bevölkerung vor Ort in der Landwirtschaft beschäftigt war, nutzen viele die angenehme ländliche Umgebung jetzt nur als Wohnquartier.

## Sehenswürdigkeiten

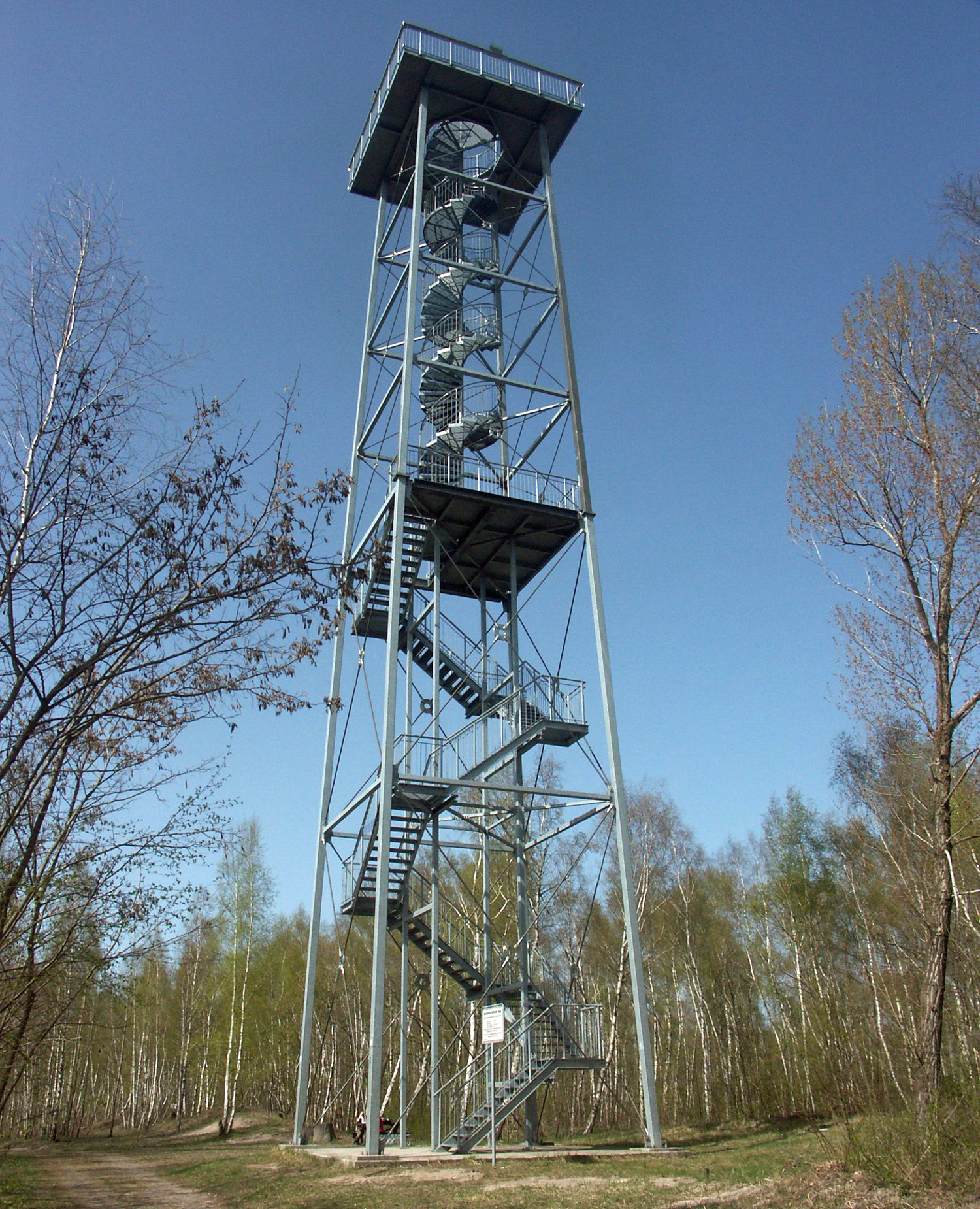
Aussichtsturm auf der Halde Trages (2011)

- Die Kirche von 1688 mit doppelter Empore soll in ihrer Innenausstattung der Moritzburger Schlosskapelle folgen. Die westliche Rundbogenpforte stammt aus dem 16. Jahrhundert.[21] Ein Bild von Lucas Cranach d. Ä. (Die Austreibung der Wechsler und Händler aus dem Tempel in Jerusalem), das ehemals in der Kirche hing, befindet sich jetzt in der Gemäldegalerie Alte Meister in Dresden.[22]
- Die restaurierte Orangerie des ehemaligen Schlosses enthält seit 1997 das Umweltgeschichtliche Informationszentrum mit einem Vortragssaal sowie eine Wohnung.
- Ein 10 km langer Rundwanderweg auf der Hochhalde Trages, der höchsten Erhebung des Leipziger Raumes, führt auch zu einem Aussichtsturm von 33 Metern Höhe, der eine Rundumsicht bietet, die bei entsprechendem Wetter bis zum Erzgebirge reicht.[23]

## Personen
- Georg Süßmund, der Kretzschmar (Gastwirt) von Mölbis, gehörte zu den Anführern der Bauernunruhen in den Dörfern des Amtes Borna, die am 12. Juli 1525 in Altenburg hingerichtet wurden.[24] Seit ca. 1955 gibt es in Mölbis irrigerweise eine Kretzschmarstraße, statt „Süßmundstraße“.
- Der lutherische Theologe Christoph Heinrich Zeibich (1677–1748) wurde in Mölbis geboren.
- Der lutherische Theologe Johann Jakob Greif (1699–1767), der sich um die Herausgabe der Leipziger Ausgabe von Martin Luthers Werken verdient gemacht hat, war von 1733 bis 1767 Pfarrer in Mölbis.
- Der Leipziger Unternehmer Richard Poetzsch (1861–1913), Gründer und Inhaber der gleichnamigen Kaffee-Großimport und Kaffee-Großrösterei GmbH, wurde in Mölbis geboren.